# 东直门内大街
39°56′27″N 116°25′29″E / 39.9409709°N 116.4247187°E
东直门内大街是位于中国北京市东城区东北部的一条大街。因位于北京内城东直门内而得名。

## 簡史

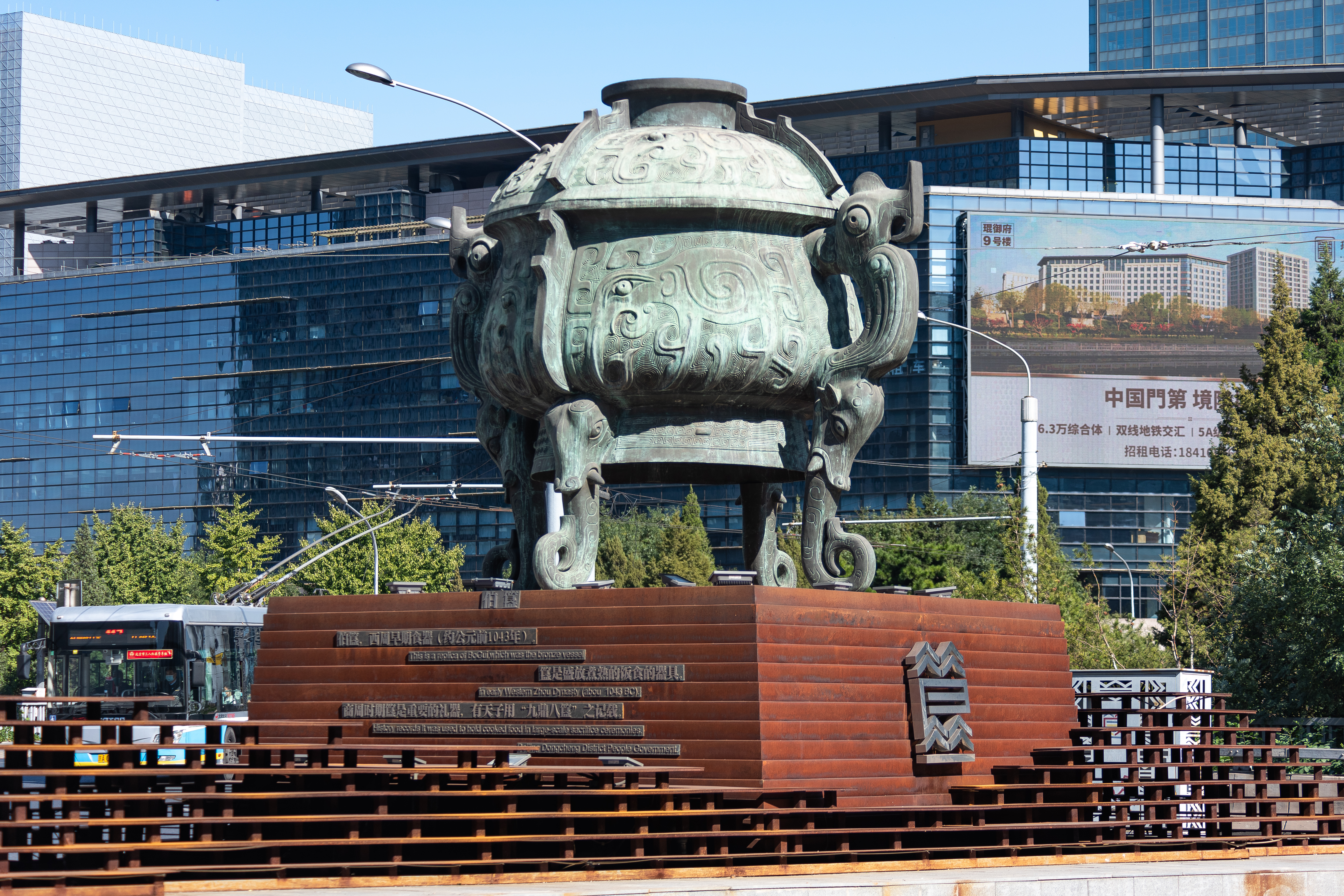
东直门桥西端的伯簋雕塑

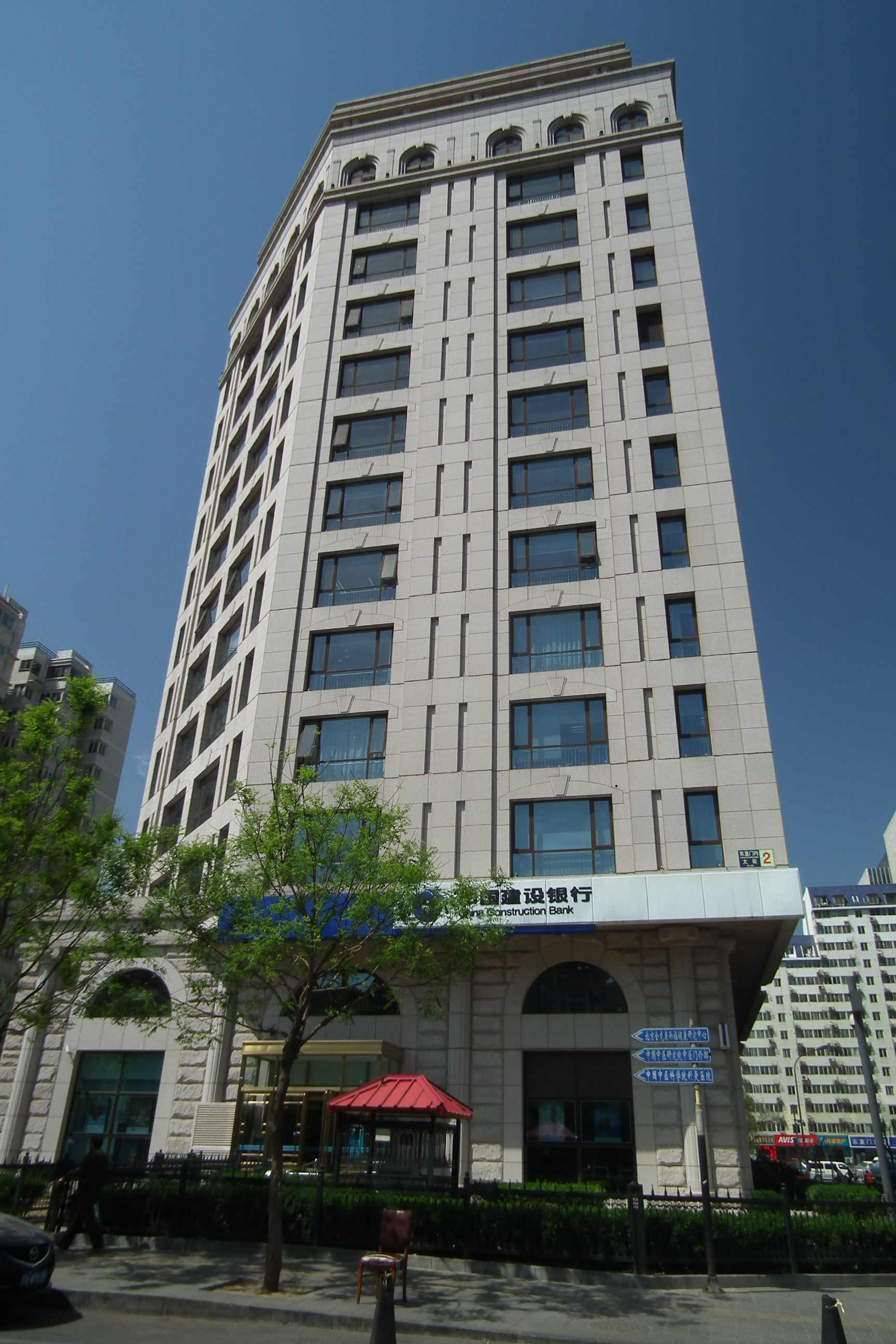
东直门内大街2号，中国建设银行东直门内支行

东直门内大街东起东直门立交桥西端，西到交道口东大街，全长1400余米。东直门是明朝、清朝的北京内城九门之一，始建于元朝，明朝初年改建。元朝时称“崇仁门”，明朝时称“东直门”。1970年修建北京地铁时拆除，1971年在原址兴建东直门立交桥。
东直门内大街东端北侧旧有东药王庙。西端泛称北新桥，旧有精忠庙，位于原“大华百货公司”的西南角。庙内有井，井内有铁链，民间传说铁链缚有恶龙，恶龙一出则北京城将被洪水淹没。

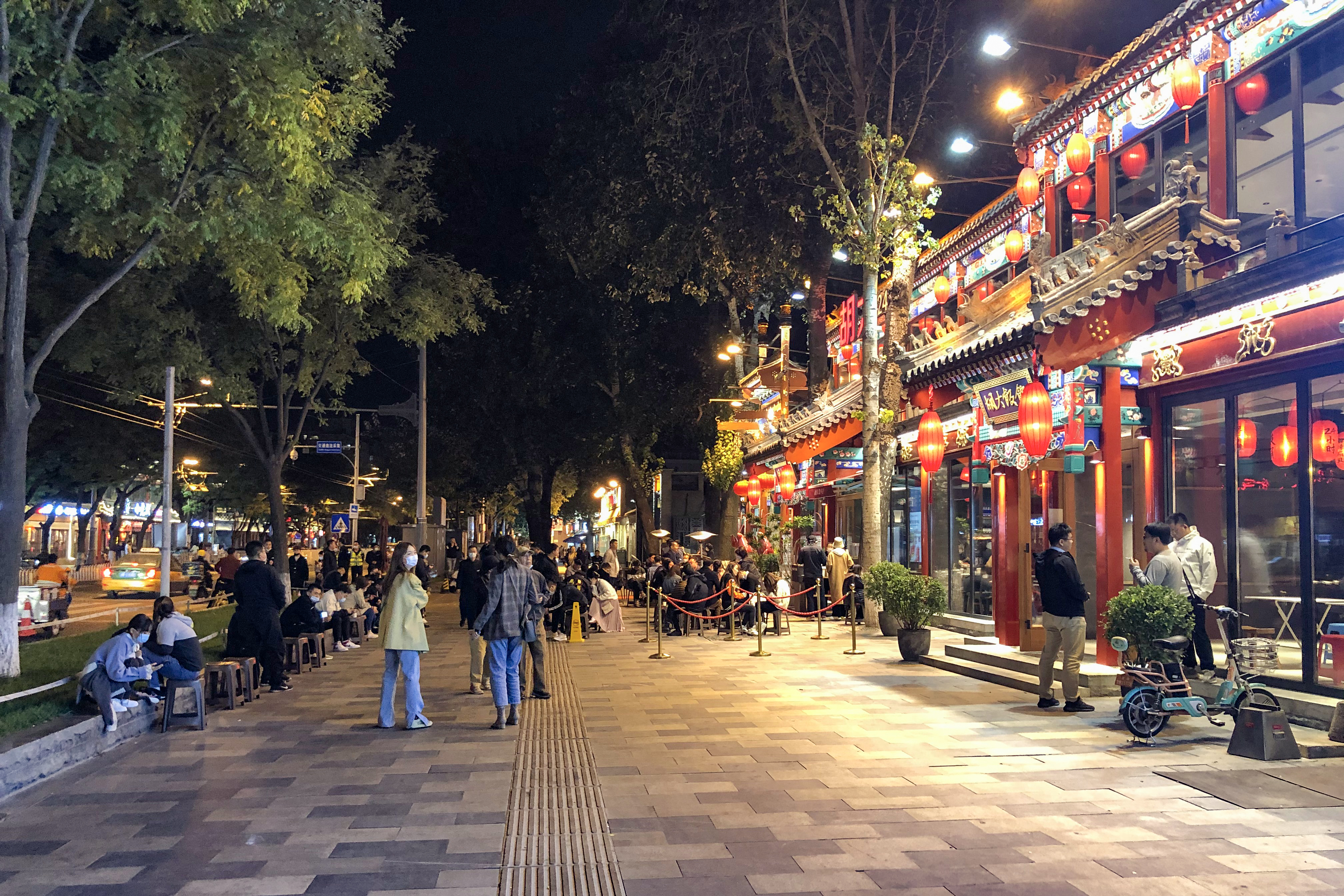
晚间的簋街，部分餐饮店门口常有排队现象

## 現代商業發展和再改造
1997年左右，东直门内大街初步成为北京知名的餐饮街，尤以夜市为盛，故被群众俗称“鬼街”。1997年开始，北新桥街道每年投资40多万元人民币，用于鬼街造景造市活动。2000年，鬼街被北京市商务委员会命名为商业特色街———东直门内餐饮街。正式命名时，因担心影响形象，东城区委工作人员最终将“鬼街”雅化作“簋街”，因簋是中国古代一种装食物的器皿，且读音与“鬼”相同。2001年，由于危旧房改造和市政道路改造，簋街从东直门立交桥至小街十字路口以东两侧的商家全部拆迁，簋街只剩下西半部分。随着市政道路改造完成，簋街于2002年重张。2002年，北新桥街道对簋街进行了网上国际、国内域名注册，在国家工商总局进行了商标注册。2002年起，北新桥街道连续举办了两届簋街麻辣龙虾节。2000年“十一”前，更名“簋街”后首次开街时，簋街特意制作了一个青铜标志，立在簋街最东端（东直门桥头），不过当时无人知晓“簋”的样子，所以经提议讨论，最终竖立了一个比人还高的仿制青铜器——“爵”。2008年时，北京房山琉璃河出土了一个西周时期“伯簋”，当地人这才了解“簋”的外貌，并很快仿制一个，替换掉原来的“爵”。2008年7月31日起，作为簋街的标志物，“簋”字矗立于东直门立交桥桥头。